# Concord (Vermont)
Concord ist eine Town im Essex County im US-Bundesstaat Vermont. Sie hatte bei der letzten Volkszählung im Jahr 2020 insgesamt 1141 Einwohner. Es ist Teil der Berlin Micropolitan Statistical Area.

## Geografie

### Geografische Lage
Concord liegt im Süden des Essex Countys. Der Connecticut River bildet die östliche Grenze zu New Hampshire, durch den Nordwesten fließt der Moose River, zudem gibt es weitere kleine Bäche, die zumeist im Connecticut River münden. Es gibt zwei größere Seen auf dem Gebiet der Town, im Norden der Miles Pond und im Südwesten der Shadow Lake. Die Oberfläche ist hügelig, die höchste Erhebung ist der 813 m hohe Miles Mountain.

### Nachbargemeinden
Alle Entfernungen sind als Luftlinien zwischen den offiziellen Koordinaten der Orte aus der Volkszählung 2010 angegeben.
- Norden: Victory, 5,0 km
- Nordosten: Lunenburg, 15,3 km
- Südosten: Littleton, 6,3 km
- Südwesten: Waterford, 10,6 km
- Westen: St. Johnsbury, 18,0 km
- Nordwesten: Kirby, 9,9 km

### Stadtgliederung
Die Town gliedert sich in mehrere Siedlungsgebiete, dazu gehören neben dem Village Concord, Concord Corners, East Concord, North Concord auch Miles Pond.

### Klima
Die mittlere Durchschnittstemperatur in Concord liegt zwischen −11,7 °C (11 °Fahrenheit) im Januar und 18,3 °C (65 °Fahrenheit) im Juli. Damit ist der Ort gegenüber dem langjährigen Mittel der USA um etwa 9 Grad kühler. Die Schneefälle zwischen Mitte Oktober und Mitte Mai liegen mit mehr als zwei Metern etwa doppelt so hoch wie die mittlere Schneehöhe in den USA. Die tägliche Sonnenscheindauer liegt am unteren Rand des Wertespektrums der USA, zwischen September und Mitte Dezember sogar deutlich darunter.

## Geschichte

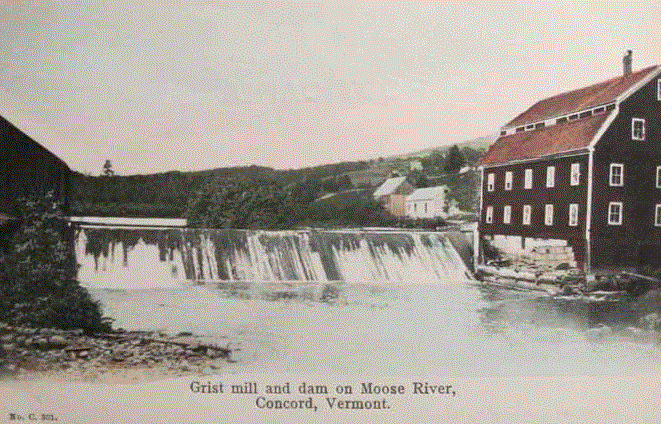
Schrotmühle am Moose River

Der Grant für Concord wurde am 7. November 1780 durch die Vermont Republic an Dr. Reuben Jones aus Rockingham, Vermont und weiteren vergeben. Festgesetzt wurde die Vergabe am 15. September 1780. Viele der Nehmer des Grants hießen mit Nachnamen Willard. Die erste Versammlung der neuen Landbesitzer fand im Jahr 1784 in Rockingham Statt. Dort wurde das Gebiet der Town aufgeteilt. Die Besiedlung startete 1788, der erste Siedler in Concord war Joseph Ball. Die konstituierende Versammlung der Town fand am 3. März 1794 statt. Im Jahr 1856 wurde die Gegend, die heute als North Concord bekannt ist, der Town zugeschlagen.
Die erste Schrotmühle der Town baute Joseph Ball, der auch Vater des ersten Kindes war, welches in der Town geboren wurde. Ihre Blüte erlebte die Town in den 1880er Jahren, als die Holz- und Landwirtschaft mehr als 1600 Menschen ernähren konnte. Mit der Concord Academy zunächst Columbian School wurde von Reverent Samuel Read Hall im Jahr 1823 die erste Ausbildungsstätte für Lehrer in den Vereinigten Staaten in Concord gegründet.

### Einwohnerentwicklung
| Volkszählungsergebnisse – Town of Concord, Vermont | Volkszählungsergebnisse – Town of Concord, Vermont | Volkszählungsergebnisse – Town of Concord, Vermont | Volkszählungsergebnisse – Town of Concord, Vermont | Volkszählungsergebnisse – Town of Concord, Vermont | Volkszählungsergebnisse – Town of Concord, Vermont | Volkszählungsergebnisse – Town of Concord, Vermont | Volkszählungsergebnisse – Town of Concord, Vermont | Volkszählungsergebnisse – Town of Concord, Vermont | Volkszählungsergebnisse – Town of Concord, Vermont | Volkszählungsergebnisse – Town of Concord, Vermont |
| Jahr                                               | 1700                                               | 1710                                               | 1720                                               | 1730                                               | 1740                                               | 1750                                               | 1760                                               | 1770                                               | 1780                                               | 1790                                               |
| -------------------------------------------------- | -------------------------------------------------- | -------------------------------------------------- | -------------------------------------------------- | -------------------------------------------------- | -------------------------------------------------- | -------------------------------------------------- | -------------------------------------------------- | -------------------------------------------------- | -------------------------------------------------- | -------------------------------------------------- |
| Einwohner                                          |                                                    |                                                    |                                                    |                                                    |                                                    |                                                    |                                                    |                                                    |                                                    | 49                                                 |
| Jahr                                               | 1800                                               | 1810                                               | 1820                                               | 1830                                               | 1840                                               | 1850                                               | 1860                                               | 1870                                               | 1880                                               | 1890                                               |
| Einwohner                                          | 322                                                | 677                                                | 806                                                | 1031                                               | 1024                                               | 1153                                               | 1291                                               | 1276                                               | 1612                                               | 1425                                               |
| Jahr                                               | 1900                                               | 1910                                               | 1920                                               | 1930                                               | 1940                                               | 1950                                               | 1960                                               | 1970                                               | 1980                                               | 1990                                               |
| Einwohner                                          | 1129                                               | 1080                                               | 1102                                               | 1043                                               | 923                                                | 979                                                | 956                                                | 896                                                | 1125                                               | 1093                                               |
| Jahr                                               | 2000                                               | 2010                                               | 2020                                               | 2030                                               | 2040                                               | 2050                                               | 2060                                               | 2070                                               | 2080                                               | 2090                                               |
| Einwohner                                          | 1196                                               | 1235                                               | 1141                                               |                                                    |                                                    |                                                    |                                                    |                                                    |                                                    |                                                    |

## Wirtschaft und Infrastruktur

### Verkehr
In westöstlicher Richtung parallel zum Moose River verläuft der U.S. Highway 2 von St. Johnsbury nach Lunenburg. Concord lag an der Bahnstrecke Lunenburg–Maquam.

### Öffentliche Einrichtungen
Das North Country Hospital & Health Care in Newport ist das nächstgelegene Krankenhaus für die Bewohner der Town.

### Bildung
Concord gehört mit Granby, Guildhall, Kirby, Lunenburg, Maidstone, Victory und Waterford zur Essex-Caledonia Supervisory Union. Die Concord School bietet Klassen von Kindergarten bis zum achten Schuljahr.
Die Concord School besitzt eine Schulbücherei. Eine öffentliche Bibliothek gibt es in Concord nicht. Die nächstgelegenen befinden sich in St. Johnsbury und Lunenburg.

## Persönlichkeiten

### Söhne und Töchter der Stadt
- Paul S. Anderson (* 1938), Chemiker
- Harry Hibbard (1816–1872), Abgeordneter im US-Repräsentantenhaus

### Persönlichkeiten, die vor Ort gewirkt haben
- Samuel Read Hall (1795–1877), Priester und Lehrer, gründete das erste Institut für die Lehrerausbildung